# Ряньзя
Ряньзя — посёлок в Сасовском районе Рязанской области России. Входит в состав Придорожного сельского поселения.

## Географическое положение
Посёлок находится в юго-восточной части Сасовского района, в 44 км к юго-востоку от райцентра на одноимённом ручье.
Ближайшие населённые пункты:

— деревня Крутое в 8 км к северо-востоку по грунтовой дороге;

— посёлок Свеженькая в 20 км к юго-востоку по грунтовой лесной дороге;

— село Красный Холм в 6 км к западу по грунтовой дороге;

— деревня Шафторка в 5 км к северу по грунтовой дороге.
Ближайшая железнодорожная станция Пичкиряево в 24 км к северо-востоку по асфальтированной дороге и платформа 15 км в 14 км к северо-востоку.

## Природа

### Климат
Климат умеренно континентальный с умеренно жарким летом (средняя температура июля +19 °С) и относительно холодной зимой (средняя температура января −11 °С). Осадков выпадает около 600 мм в год.

### Рельеф
Высота над уровнем моря 142—151 м.

## История
С 2004 г. и до настоящего времени входит в состав Придорожного сельского поселения. До этого момента входила в Салтыковский сельский округ.

## Население
| 1984 | 2007 | 2010 |
| ---- | ---- | ---- |
| 60   | ↘3   | ↘0   |

## Инфраструктура

### Дорожная сеть
Не имеет выхода к сети дорог с твёрдым покрытием.

### Связь
Электроэнергию посёлок получает по тупиковой ЛЭП 10 кВ от подстанции 110/10 кВ «Свобода».